# Transport ferroviaire en Guinée

 (avril 2021).
Si vous disposez d'ouvrages ou d'articles de référence ou si vous connaissez des sites web de qualité traitant du thème abordé ici, merci de compléter l'article en donnant les références utiles à sa vérifiabilité et en les liant à la section « Notes et références ».
La Guinée a 1 086 km de voies ferrées dont comprend 279 km à 1,435 mm de largeur de voie.

## Histoire
Le premier chemin de fer en Guinée a ouvert en 1902 entre île de Tombo et Kaloum. Il a été construit au gabarit métrique, alors utilisé couramment pour les petits chemins de fer en France. En 1903, la ligne a été étendue à la capitale et au port de Conakry et en 1913 jusqu'à Kankan avec deux coupures aux principaux passages fluviaux. Cette ligne publique de 662 km est restée la seule voie ferrée pendant de nombreuses années.
En 1973 voit le jour un nouveau chemin de fer dans la région de Boké pour le transport de la bauxite des mines de Sangarédi au port de Kamsar, sur une distance de 136 km. Après plusieurs scandales de vol, la ligne du premier chemin de fer est fermée en 1986, ne laissant en service qu'environ 36 km de Conakry.
En 2011, un service de passagers Conakry Express est lancé.
En 2014, le projet d'un nouveau chemin de fer de 900 km est proposé entre Conakry et Bamako. Le chemin de fer de Sangarédi à Kamsar dispose également d'un service quotidien de passager jusqu'à sa fermeture du fait de l'intense service de transport de marchandises par la société Guinea Alumina Corporation (GAC). Depuis 2019, GAC a ouvert un chemin de fer court reliant ses mines de Tanènè au chemin de fer de Boké, qui est utilisé pour transporter la bauxite vers l'installation portuaire GAC à Kamsar.

### Chantiers et projets
SMB-Winning a commencé la construction d'une nouvelle voie ferrée de 112 km reliant les mines de bauxite des sous-préfectures de Santou et Houda à une nouvelle raffinerie d'alumine située au port de Dapilon. Rio Tinto a lancé un appel d'offres pour l'exploitation des gisements de minerai de fer dans la région de Simandou. Cela nécessiterait un nouveau chemin de fer de 650 km vers un port en eau profonde à Matakong.
Un projet d'extraction de minerai de fer en suspension dans la région de Zogota a été réactivé sous un nouveau concessionnaire, Niron Metals. Il est prévu que les mines soient desservies par un nouveau chemin de fer vers le Liberia, où elles seront reliées soit au chemin de fer ArcelorMittal existant au port de Buchanan, soit à un nouveau chemin de fer vers un autre port.
En 2020, un protocole d'accord a été signé entre les gouvernements de Guinée et du Royaume-Uni pour promouvoir un nouveau chemin de fer de 270 km proposé par Anglo-African Minerals qui relierait les mines de bauxite de la région de Mamou au port de Benty. Une extension de Mamou à Tougue est à l'étude pour l'avenir.

## Statut actuel
Actuellement en activité en Guinée, trois compagnies ferroviaires différentes:
- Chemin de fer de Guinée (ONCFG),
- Chemins de fer de la Compagnie des Bauxites de Guinée - Chemin de Fer de Conakry (CBG)
- Chemin de fer Boké.

### La ligne de chemin de fer appartenant à l'État de Conakry à Kankan
En juin 1959, la compagnie ferroviaire publique ONCFG (Office national des chemins de fer de Guinée) a été fondée. La propriété de l'ancienne autorité ferroviaire coloniale française Conakry-Niger lui a été transférée.
Au cours des années suivantes, tout le matériel roulant n'a pas été entretenu. Depuis 1993, à l'exception des livraisons de carburant à Mamou, le trafic ferroviaire est suspendu.
En 2008, le gouvernement guinéen était en pourparlers avec Rio Tinto et BHP Billiton au sujet de la rénovation de la ligne Conakry-Kankan,.
En 2010, la société brésilienne Vale a commencé à reconstruire le chemin de fer Conakry à Kankan. Dans le cadre d'un accord avec le gouvernement guinéen, Vale investit pour rénover le chemin de fer, qui transportera des passagers et du fret entre la capitale Conakry et Kankan dans l'est du pays. En reconstruisant le chemin de fer, Vale contribue au développement social et économique du pays africain, créant potentiellement des milliers d'emplois.
Une étape importante du développement des transports publics a été franchie en Guinée en juin 2010 avec le démarrage du Conakry Express. L'initiative financée par le financement international chinois (CIF) a livré un système de transport ferroviaire de passagers, le Conakry Express améliorera considérablement la circulation des personnes à travers la ville longue de 30km.

### Liaisons ferroviaires des sociétés minières
Trois voies ferrées sont utilisées pour transporter la bauxite vers la côte :
- Dans les années 1970 est ouverte une liaison ferroviaire à écartement standard de 136  m de Kamsar à Boké et Sangarédi. L'itinéraire est exploité par la société minière CBG. CBG transporte 12 millions de t de bauxite et de minéraux par an.
- La ligne de chemin de fer à voie étroite Conakry - Fria (appelée CFCF = Chemin de fer Conakry - Fria) a une longueur de 143 km et est exploité par le géant russe de l'aluminium RusAl (acquis en 2006 à Friguia SA). Le parcours a été construit dans les années 1960 et est en bon état. Entre Fria et Conakry sont transportées plus d'un million de marchandises (600 000 t d'aluminate, 200 000 t de produits pétroliers et 100 000 t de soude caustique).
- La ligne de chemin de fer à écartement standard Conakry - Kindia a une longueur de 105 km et a été construite avec l'aide de l' URSS. L'itinéraire est exploité par la société minière d'État Société des Bauxites de Kindia (SBK). Le transport comprenait la livraison de bauxite (1,2 million de t par an) de Kindia au port de Conakry.
- Rio Tinto Limited prévoit de construire une ligne de 650 km (403,8912748 mi) pour transporter le minerai de fer de la mine de Simandou vers la côte, près de Matakong, pour l'exportation[4].
- Le chemin de fer à écartement standard Santou et Houda au terminal fluvial de Dapilon long de 125 kilomètres a été inauguré le 16 juin 2021[5],[6].

## Liens ferroviaires avec d'autres pays
- Il n'y a aucune liaison ferroviaire entre la Guinée et les pays voisins.

## Galerie d'images

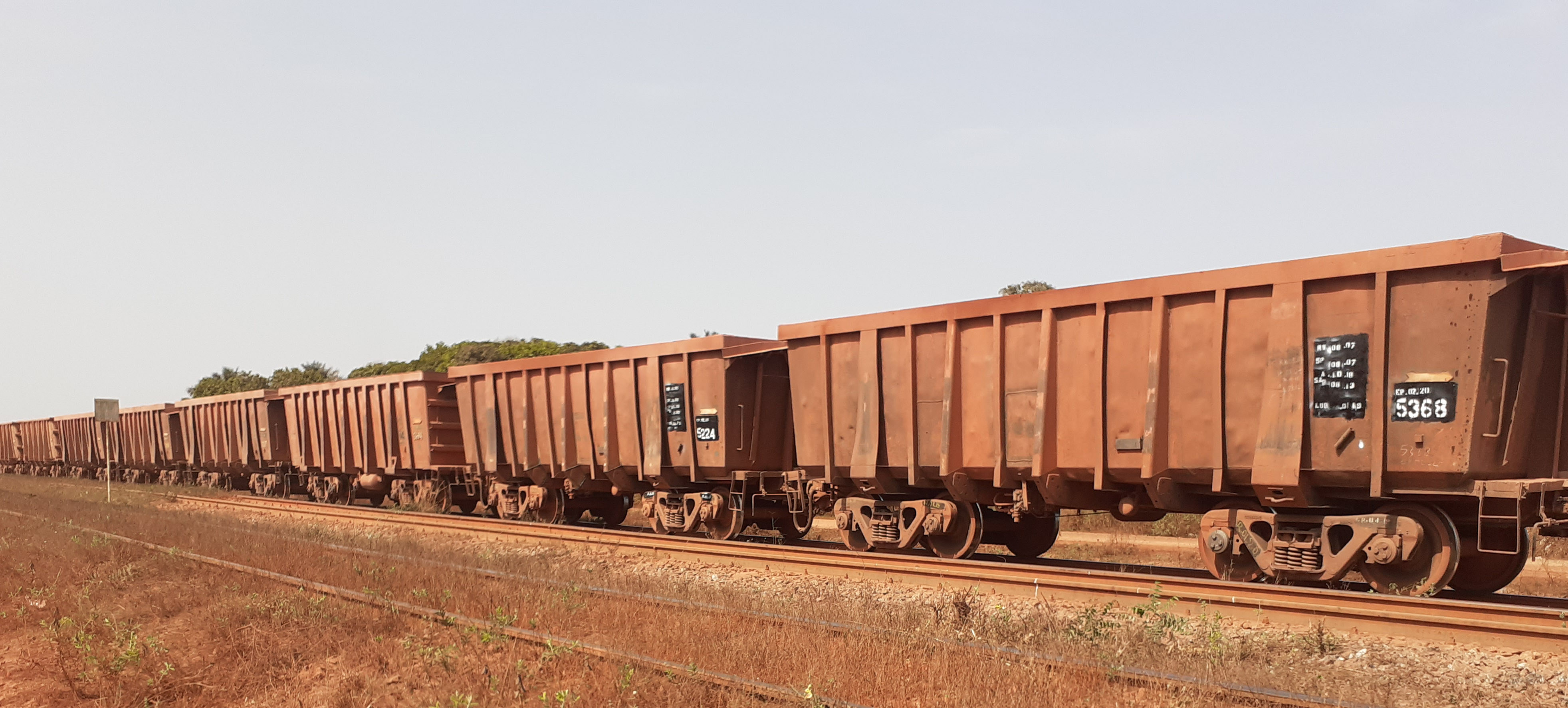
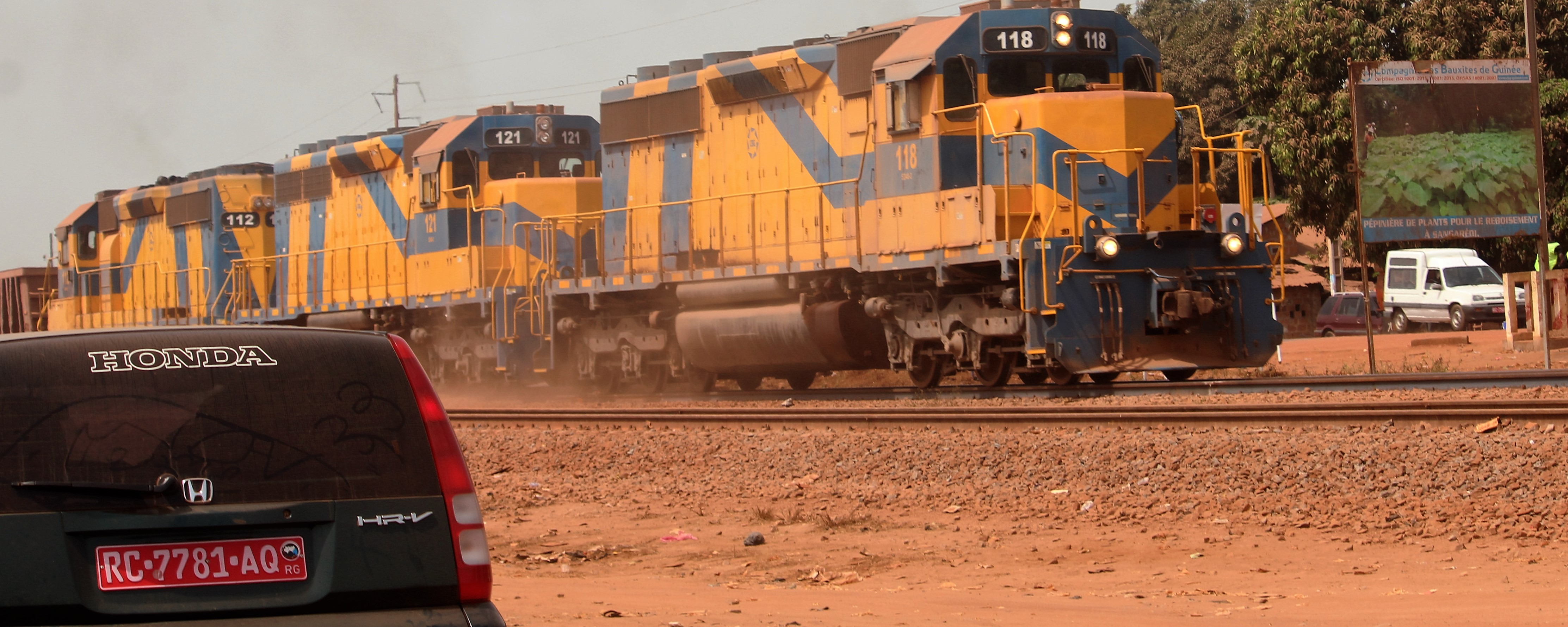
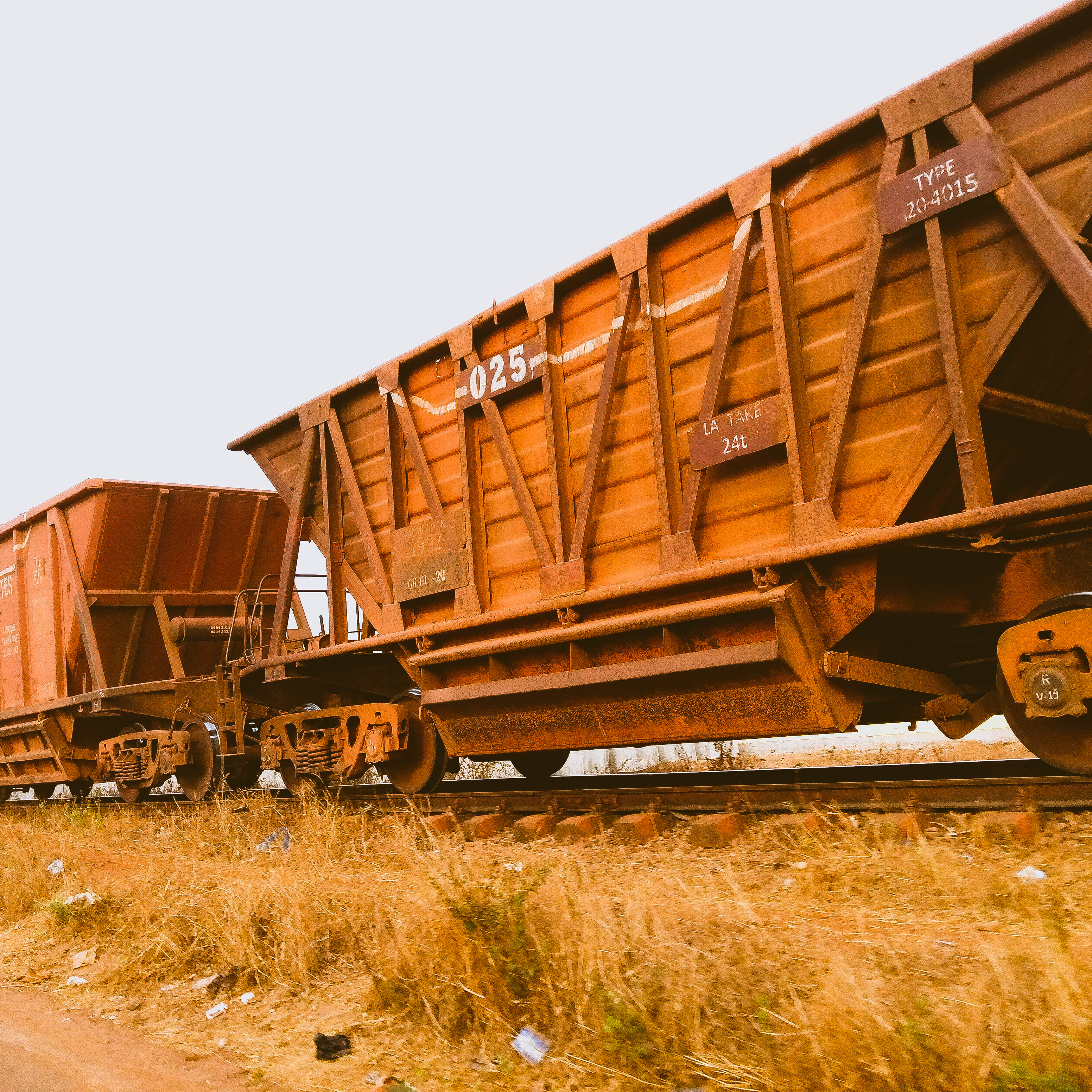
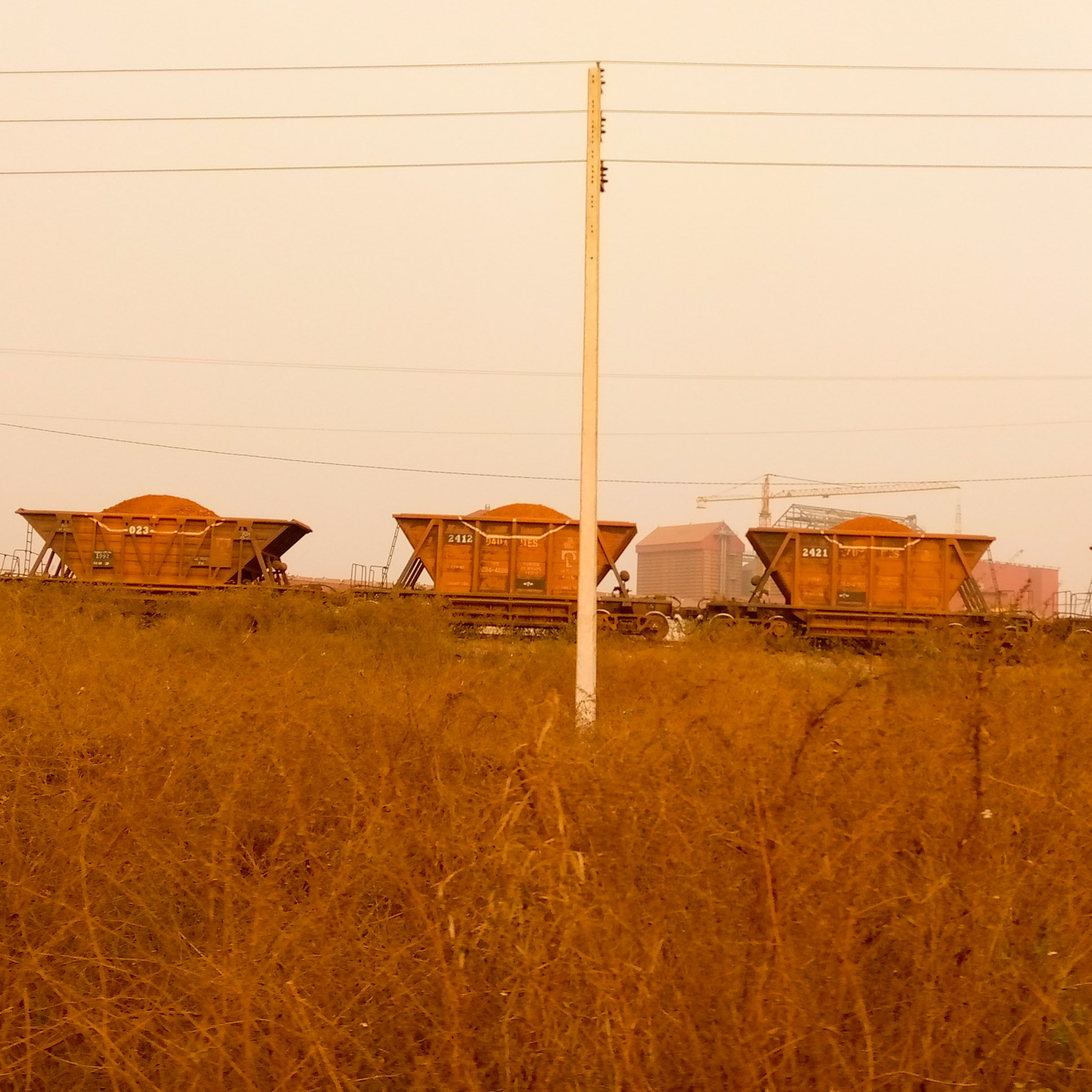
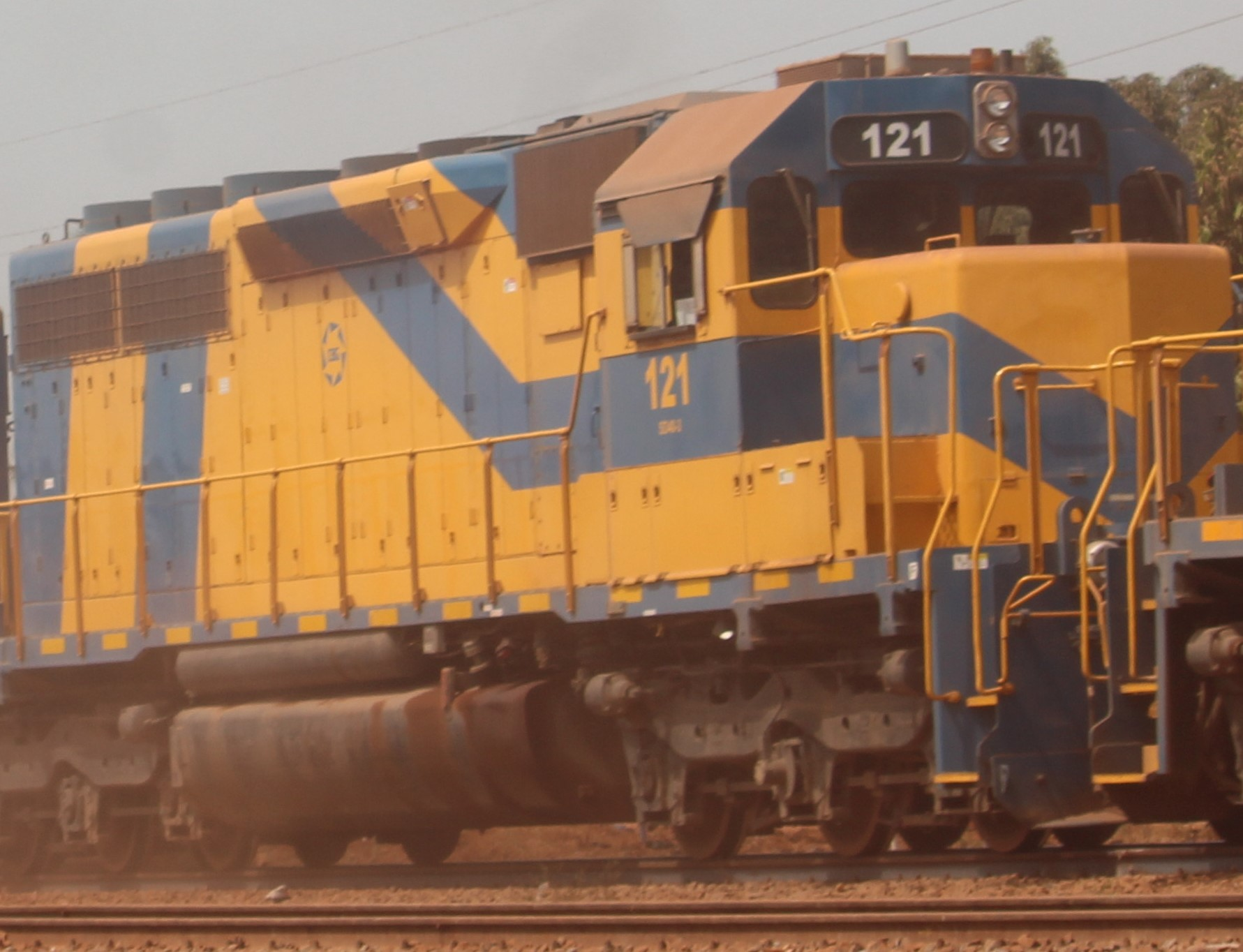
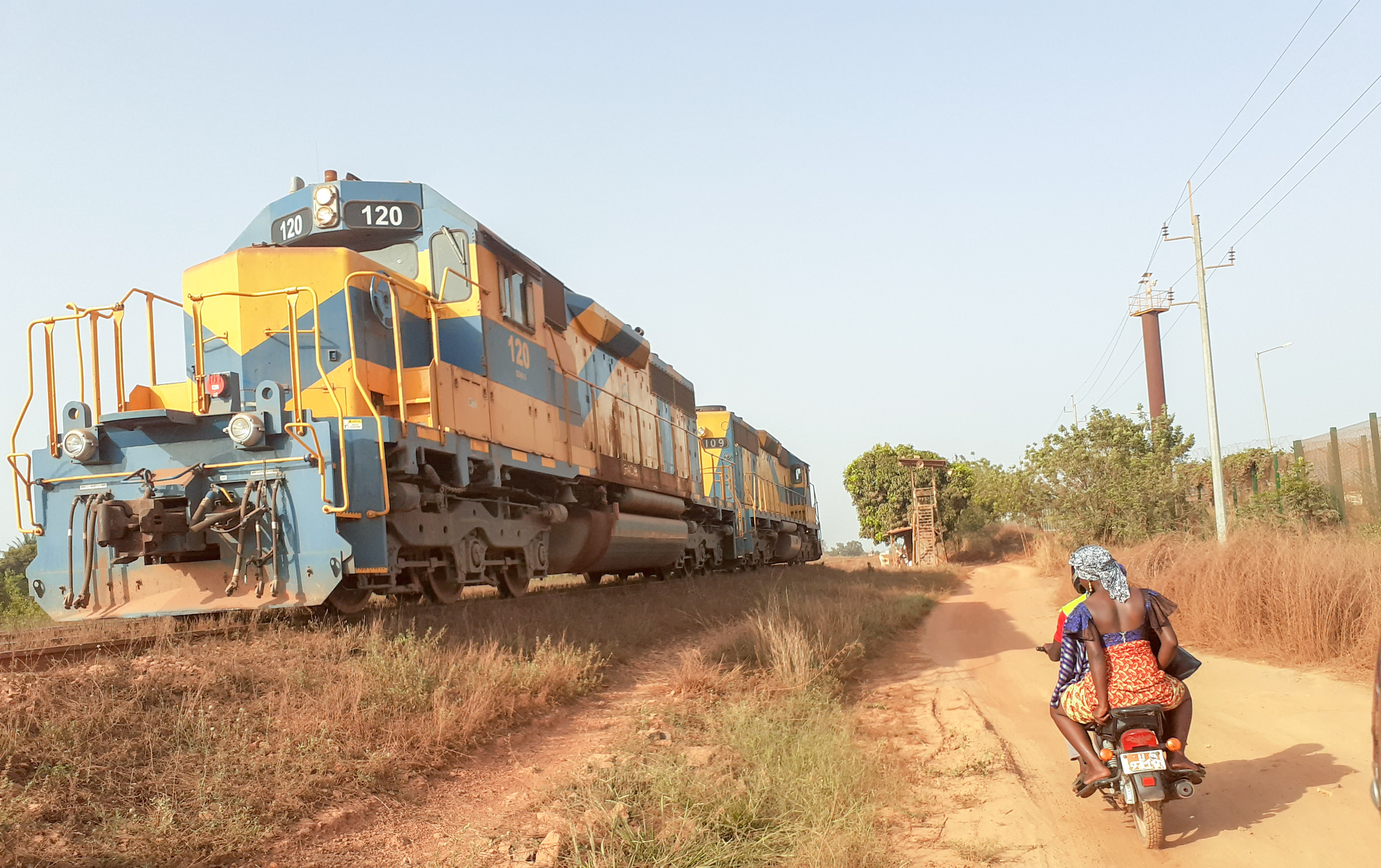
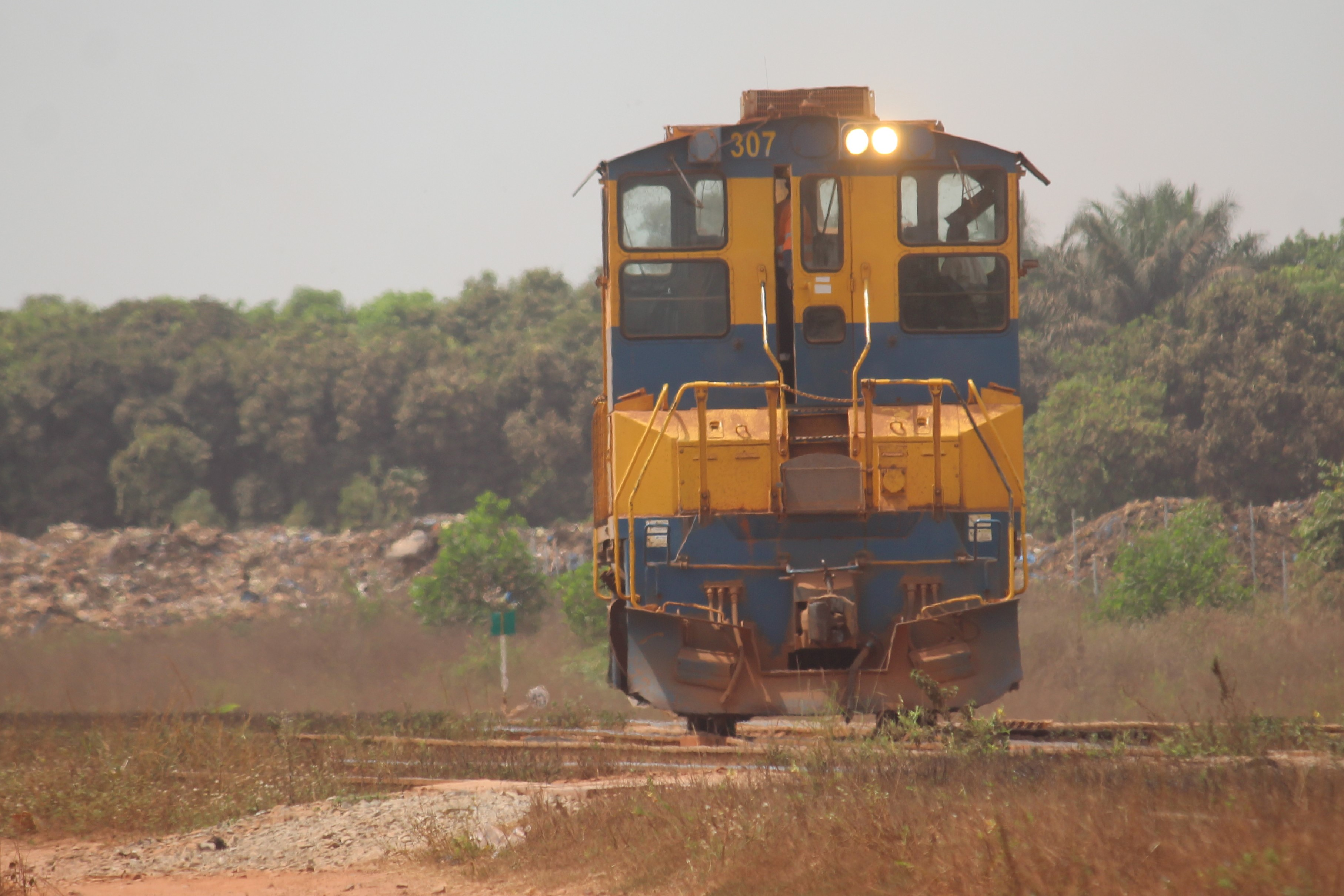